# Minniza exorbitans
Minniza exorbitans (Beier, 1965), es una especie de arácnido del orden Pseudoscorpionida de la familia Olpiidae.

## Descripción
- Coloración: Caparazón y palpos de color marrón chocolate oscuro; tallos de los segmentos de los palpos y dedos rojizos; tergitos abdominales generalmente marrones, más oscuros en los segmentos finales; patas de color amarillo parduzco.
- Caparazón: Muy alargado (1.8 a 2 veces más largo que ancho), de lados paralelos, con dos surcos transversales muy planos.
- Ojos: Bien desarrollados, con lentes convexas; los ojos anteriores están a aproximadamente 2/3 de su diámetro (0.07 mm) del borde frontal.
- Tergitos abdominales: Bien esclerotizados en general, con el primero y tercero más débiles, y el segundo más estrecho.[2]

## Distribución geográfica
Se encuentra en el Chad.